# Riu Kechika
El riu Kechika, antigament conegut com a Black's River és un afluent del riu Liard, i es troba al nord de l'actual província de la Colúmbia Britànica, al Canadà. El riu neix al pas de Sifton i discorre cap al nord-oest durant uns 230 km, fins a unir-se al riu Liard prop de Fireside, Colúmbia Britànica. Durant el seu curs el riu supera un desnivell de 610 metres i té una conca de 22.700 km².
El riu recorre una enorme zona verge de muntanyes boreals, entre les quals hi ha les muntanyes Kechika, una subdivisió de les muntanyes Cassiar, i les muntanyes Muskwa Occidentales, que formen part dels contraforts septentrionals de les Canadian Rockies, i forma la frontera entre les Rocoses i les Cassiars en la vall de les muntanyes Rocoses. Els principals afluents són els rius Frog (ca. 100 km), Turnagain (ca. 200 km), Red i Gataga (ca. 150 km).
El riu té una importància ecològica, ja que ha estat alterat per l'extracció de recursos. Ha estat reconegut com a riu patrimoni pel govern de la Columbia Británica, establint certes proteccions a la part que discorre a través de la Muskwa-Kechika Management Area.
El primer europeu conegut que va visitar el riu fou Samuel Black el 1824, motiu pel qual originalment fou anomenat Black's River.